# Morti nel 767
| Questa pagina contiene informazioni ricavate automaticamente dalle voci biografiche con l'ausilio del template Bio e di un bot. L'aggiornamento è periodico e automatico e ricostruisce completamente la pagina. Se manca una persona in questa lista, sei pregato di non aggiungerla, ma accertati piuttosto che la sua voce biografica contenga il template Bio e che i dati anagrafici siano correttamente compilati. Se il template Bio manca, inseriscilo tu stesso o, in alternativa, metti l'avviso {{tmp\|Bio}} che ne segnala la mancanza. Se i dati riportati sono sbagliati, correggi direttamente la voce biografica; le modifiche saranno visibili in questa lista entro pochi giorni. Per chiarimenti vedi il progetto biografie. La lista contiene solo le 5 persone che sono citate nell'enciclopedia e per le quali è stato implementato correttamente il template Bio. Pagina aggiornata al 19 ott 2024. |

- 12 marzo - Michele I di Alessandria, arcivescovo ortodosso egiziano
- 20 aprile - Taichō, monaco buddista giapponese (n. 682)
- 28 giugno - Papa Paolo I, papa, vescovo e cardinale italiano (n. 700)
- 7 ottobre - Costantino II di Costantinopoli, arcivescovo bizantino
- Abū Ḥanīfa al-Nuʿmān, teologo, giurista e imam arabo (n. 699)